# マアル・ドゥエブの迷宮
『マアル・ドゥエブの迷宮』（マアル・ドゥエブのめいきゅう、原題：英: The Maze of Maal Dweb）は、アメリカ合衆国のホラー小説家クラーク・アシュトン・スミスによる短編小説。
異世界ジッカーフのマアル・ドゥエブを主役とする作品は、『マアル・ドゥエブの迷宮』『花の乙女たち』の二編があり、これらについて解説する。
日本の単行本『魔術師の帝国』1974年版は前者未収録で後者のみ収録されていた。2017年版で前者が追加されたことで、ジッカーフ2作が両方読めるようになっている。

## マアル・ドゥエブの迷宮
マアル・ドゥエブのめいきゅう、原題：英: The Maze of Maal Dweb。1933年に『The Maze of the Enchanter』のタイトルで、『The Double Shadow and Other Fantasies』に収録された。その後、改題されて『ウィアード・テールズ』1938年10月号に掲載された。
『花の乙女たち』の前編にあたるが、マアル・ドゥエブの立ち位置がまったく逆で、本作では恐るべき大悪役として描かれている。翻訳者の安田均は、スミスが得意とする植物怪異と異境美について解説している。

### あらすじ（迷宮）
大魔術師マアル・ドゥエブは、無二の実力を以て惑星ジッカーフに君臨する。魔術師は、離れた町にも声を送り、反抗者を見つけるや即時に炎を落とすという、暴君であった。さらに防衛面も堅固で、誰も彼の姿を見たことがなく、館の周囲に築かれた迷宮の、漆黒の沼地と禁断の斜面には、奇怪な生物たちが棲息し、いたる所に罠がある。魔術師は30年以上の間に、50人以上の少女に目をつけ、彼に選ばれた女たちは恋人や家族を自ら捨て、館へと消えて行った。彼女たちの消息は知られず、ただ噂があるのみ。暴君魔術師の命を狙いに行って帰って来た者は誰一人いない。
ジャングルの狩人ティグラーリは、想い人アスレが魔術師の館に行ったと聞き、魔術師を討ち取りアスレを救うべく、暴君の館へと向かう。ティグラーリはジャングル植物の臭液を全身に塗ることで動物避けとし、沼地の動植物を踏破する。ついに館の玄関までたどり着き、大広間に入るも、人っ子一人いない。
狩人は、輝くばかりに照明された部屋をみつける。その部屋には集めた少女たちが揃っているようであったが、アスレの姿はなく、彼女たちは全く動かない。妖術で永遠に静止させられていると察し、まるで<大理石の眠り>であると、恐ろしさを抱く。近づいてみると、実際の人数は初見の印象よりもずっと少なく、壁にはめ込まれた鏡によって鏡像が増えていることを理解する。
続いて、垂れ幕の下の寝椅子に眠っている、地味な格好の男の姿をみつける。狩人は、無防備に眠る敵の心臓に毒刃を突き立てるも、不可視の何かに阻まれて刃が折れる。狩人は鏡像の妖術に幻惑されたことを察する。続いて、四方から巨人たちが、狩人を包囲してくるが、それらは拡大された狩人自身の鏡像であり、彼は最初から大妖術師に馬鹿にされていた。どこからか語りかけてくるマアル・ドゥエブの声に、ティグラーリは「おれはアスレという娘を探している」と返し、魔術師からアスレとモカイルが迷宮に行ったことを聞くと自身も外の迷宮に向かう。
マアル・ドゥエブの迷宮には、様々な動植物が棲息し、特に獰猛な猿のような動物がいた。ティグラーリは拷問じみた過酷な迷路を進むも、いつまで行っても先行したアスレ達の姿はみつからない。巨大花がティグラーリに襲いかかり、蜜を浴びた彼の肉体は変貌し、体毛が濃くなり猿のような剛毛に覆われ始める。続いて、女性の叫びが聞こえて視線を向けると、そこにはアスレと、鏡を持つ大理石のリザードマンがおり、鏡を見たきりアスレは静止して動かなくなる。
魔術師は、「アスレは不滅の鏡を見て、時の流れと腐敗を超えた永遠となった」「狩人ティグラーリは原初の花の蜜で洗い清められ、首から下はまさしく彼が狩っていた獣さながらとなった」と無慈悲に解説する。続いて、変貌した狩人に「おまえは首から上だけは元のまま残す」と、放逐する。女にも男にも、魔術で同じことをしてきたマアル・ドゥエブは、単調さに飽き、今回は気まぐれを起こした。彼に付き従う自動人形は、主の暴虐を自由と肯定する。

### 主な登場人物（迷宮）
- ティグラーリ - 主人公。ジャングルに住む部族の狩人。動物が嫌うジャングル植物の臭液を全身に塗り、縄と毒ナイフで武装する。
- アスレ - 部族一の美女。ティグラーリの想い人。複数の男に好意を寄せられるが、特定の恋人はいない。マアル・ドゥエブの館で、51人目の「生きた彫像」となる。
- モカイル - 部族の戦士。ティグラーリの恋敵。ティグラーリに先行して、アスレを追うも、妖花の蜜を浴びて獣と化す。
- マアル・ドゥエブ - 大妖術師・科学者。惑星ジッカーフに君臨する暴君。館と迷宮を築く。女は時を止め、男は獣に堕とす。あまりに強すぎて、人生に飽いている。
- 金属製の護衛兵・使用人 - マアル・ドゥエブに仕える、魔術の生命体。無数にいる。
- モン・ルー - 自動人形の一人。マアル・ドゥエブと会話を行い、主の言動を全肯定する。

## 花の乙女たち
はなのおとめたち、原題：英: The Flower Women。『ウィアード・テールズ』1935年5月号に掲載された。
『マアル・ドゥエブの迷宮』の続編にあたるが、マアル・ドゥエブの立ち位置がまったく逆で、本作ではヒーローとして描かれている。前作では大悪役だった魔術師が、縛りプレイに挑戦する。翻訳者の安田均は、スミスが得意とする植物怪異と異境美について解説している。

### あらすじ（花）
その世界には、太陽が3つ、惑星が6つ、衛星が30あった。3太陽は琥珀、緑玉、洋紅。6惑星はモルノス、ジッカーフ、ウラーサ、ヌーフ、ルール、ボウタルプ。第2惑星ジッカーフには、4つの月がある。ジッカーフの魔術師マアル・ドゥエブは、この太陽系に知と力で君臨していた。強すぎる彼は倦怠を覚え、気まぐれを起こして、宮殿を捨て身一つで冒険の旅に出ようと決める。従者たちにはついてこなくてよいと命じ、魔術の礼装もことごとく取り払って見習レベルの2護符のみを身に着けたマアル・ドゥエブは、空間を超えて第6惑星ボウタルプへと降り立つ。
苔むした小山を降りていくと、歌声が聞こえてくる。歌っているのは、半ば女で半ば花という、世にも珍しい生物の群れであった。マアル・ドゥエブは、蠱惑的だが化物である彼女たちが吸血生物でもあると見抜く。花の乙女たちはマアル・ドゥエブを捕食しかけるも、魔術師はいともたやすく攻略し、両者はうちとける。彼女たちは、五人の姉妹を続けて失くしたことを嘆いて歌っていた。空からやって来た爬虫類イスパザールが、彼女たちをさらって行くのだという。マアル・ドゥエブは、冒険を求めてさまよう気まぐれから、イスパザールたちと戦うことを決める。敵は7人。呪具は持たず、身一つと意志と知恵で挑むことに、魔術師は武者震いを覚える。
マアル・ドゥエブは千里眼を用いて、次に狙われる花を予知すると、魔術で自分の身体を縮小して、彼女の花弁の窪みに潜み隠れる。翌朝、飛来したイスパザールは彼女を力ずくで引き抜き、城へと持ち帰る。投げ込まれた部屋は、非人間種族の魔術師工房であり、一緒に来た乙女はすぐに死んでしまう。だが魔術師は、長年味わったことのないスリルに胸を躍らせながら、元のサイズへと戻る。部屋には大釜があり、さらわれてきた花の乙女たちが切り刻まれて、薬品に調合されていたことが判明する。この薬品は潰した方がよいと判断した魔術師は、棚で見つけた別の材料を大釜に注ぎ込む。
そこに7人のイスパザールがやって来て、侵入者に気づいた彼らは怒りを露わにする。爬虫類の攻撃を、マアル・ドゥエブは不可視の壁で防ぐ。敵が魔術師と理解した彼らは、攻撃方法を肉弾戦から呪文へと切り替えるも、マアル・ドゥエブには通じない。そこに時間差で化学反応が現れ、大釜が沸騰して、黒い蒸気が部屋中にあふれ広がる。毒煙を浴びたイスパザール達は、魔術と科学の知を忘れ、退化してただの蛇になってしまう。
苦戦であったが倦怠は晴れ、イスパザール達を始末することで太陽系の将来の脅威も潰せたことに、マアル・ドゥエブは満足を覚える。1人だけ残していたイスパザールを屈服させ飼いならし、魔術師は最初に最初にボウタルプに降り立った小山へと戻る。多次元を通ってジッカーフへ戻る道中、イスパザールが足を踏み外して深淵に転げ落ち、哀れな悲鳴を上げる。

### 主な登場人物（花）
- マアル・ドゥエブ - ジッカーフ最強の魔術師であり、強すぎて人生に飽いている。刺激を求め、あえて弱体化して惑星ボウタルプに冒険に出る。魔術装備は、身体のサイズを変える2つの初級護符のみ。
- アスレ - 前作にて、マアル・ドゥエブによって生きた彫像に変えられた乙女。前作からは長い歳月が経過した。単調さを嫌うマアル・ドゥエブは、乙女の時を止める魔術を、51人目の乙女アスレを最後にあえて禁じている。
- 花の乙女たち - ヒューマノイド植物であり、吸血の性質がある。歌声で人間をおびき寄せ、獲物とする。
- イスパザール - 魔術を身に着けた爬虫類。飛行能力がある。全部で7人。

## 収録
マアル・ドゥエブの迷宮
- 『魔術師の帝国2 ハイパーボリア篇』ナイトランド叢書、安田均訳

花の乙女たち
- 『魔術師の帝国2 ハイパーボリア篇』ナイトランド叢書、山田修訳